# Naves (Allier)
Naves is een gemeente in het Franse departement Allier (regio Auvergne-Rhône-Alpes) en telt 119 inwoners (2009). De plaats maakt deel uit van het arrondissement Montluçon.

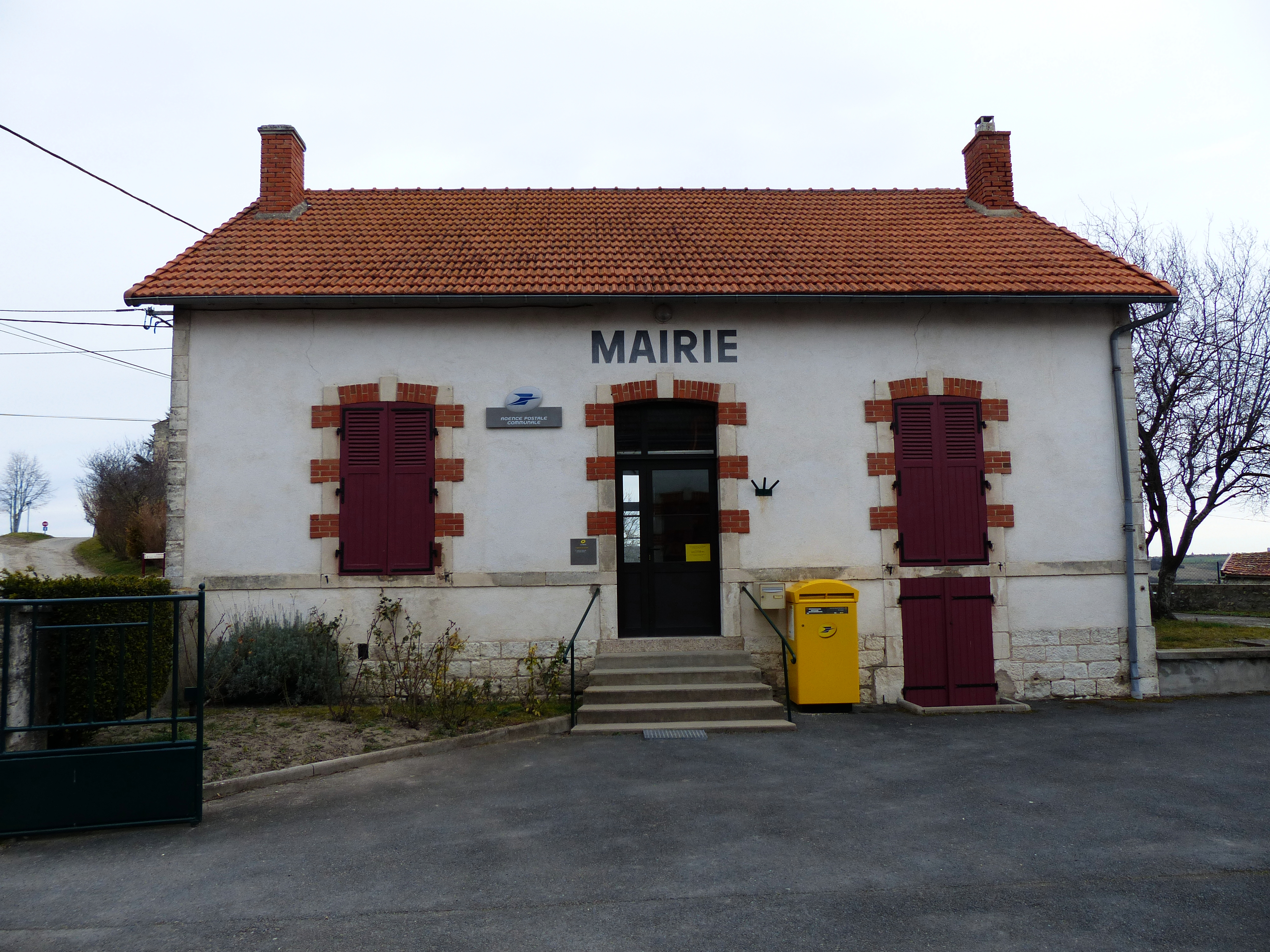
Gemeentehuis
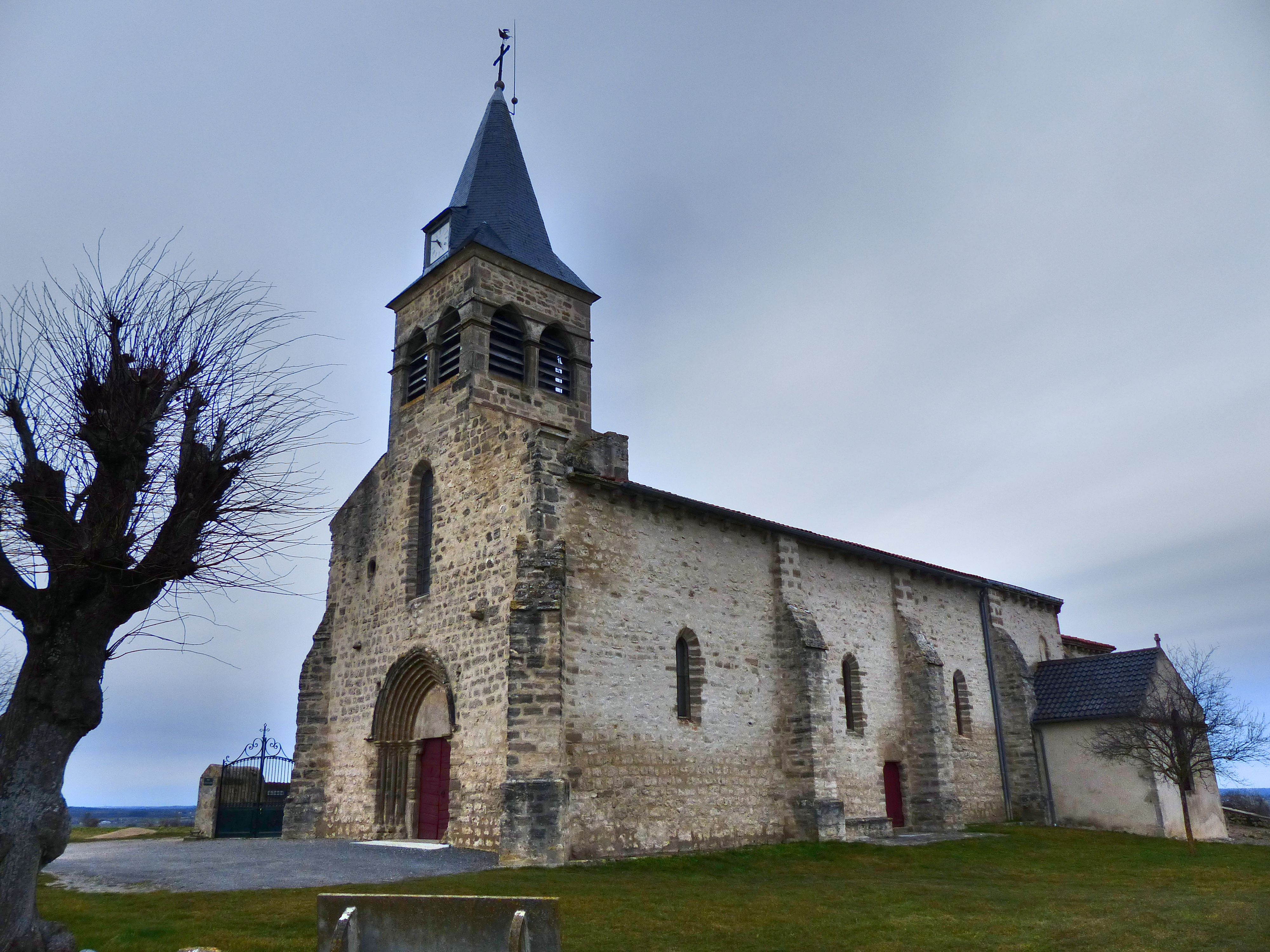
Kerk van Naves

## Geografie
De oppervlakte van Naves bedraagt 8,3 km², de bevolkingsdichtheid is dus 14,3 inwoners per km².
De onderstaande kaart toont de ligging van Naves (Allier) met de belangrijkste infrastructuur en aangrenzende gemeenten.

## Demografie
Onderstaande figuur toont het verloop van het inwonertal (bron: INSEE-tellingen).
Vanwege een beveiligingsprobleem met de MediaWiki Graph-software is het momenteel niet mogelijk deze grafiek weer te geven. Zodra de software is bijgewerkt zal de grafiek vanzelf weer zichtbaar worden.